# Pandanus balenii
Pandanus balenii är en enhjärtbladig växtart som beskrevs av Ugolino Martelli. Pandanus balenii ingår i släktet Pandanus och familjen Pandanaceae. Inga underarter finns listade.